# Biskupi Miśni i Drezna

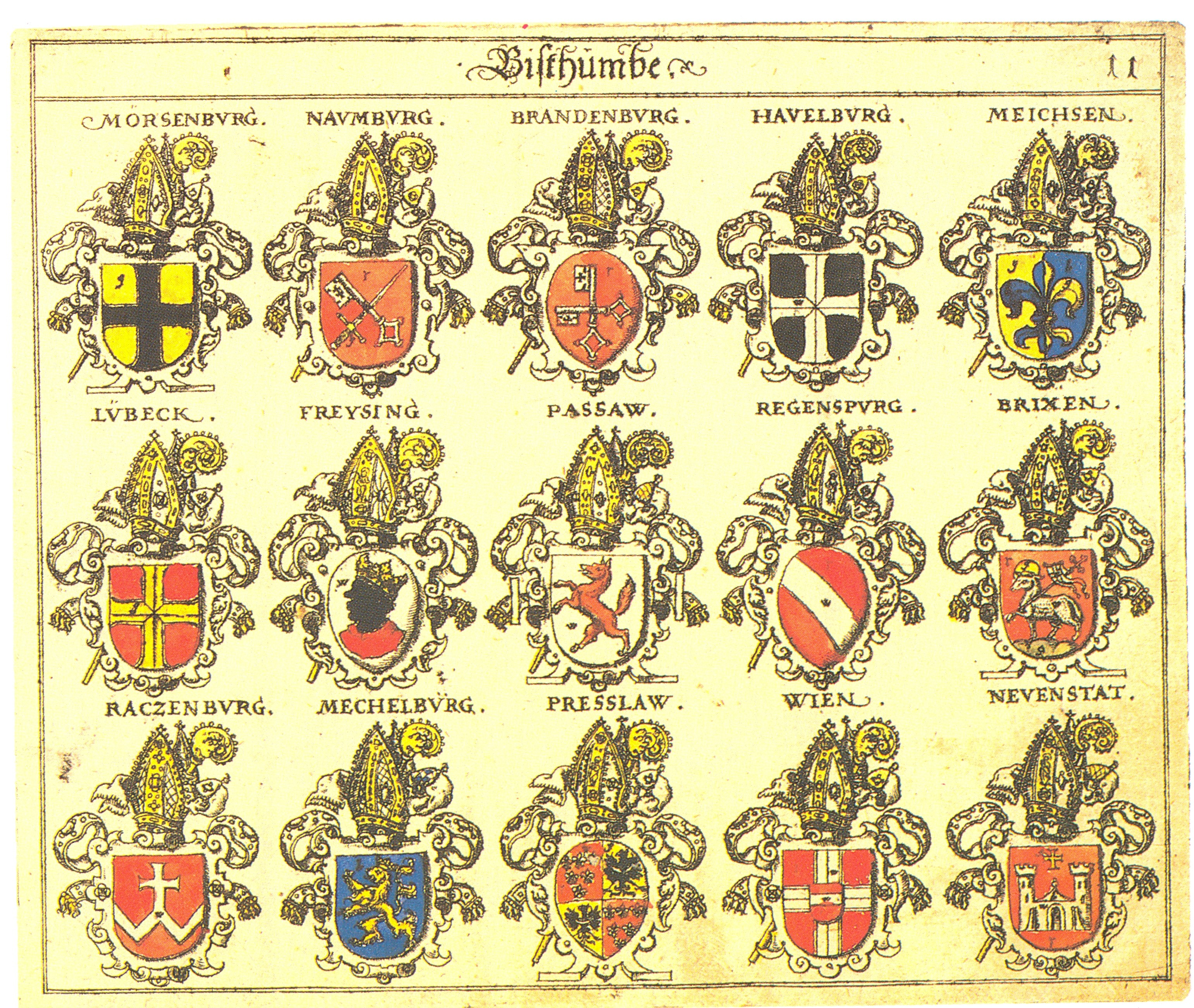
Herb biskupów Miśni w herbarzu J. Siebmachera, 1605 – pierwszy z prawej, górny rząd

## Biskupi Miśni (968–1581)
| Imię                               | od            | do            | Wizerunek |
| ---------------------------------- | ------------- | ------------- | --------- |
| Burchard                           | 968           | 969 lub 970   |           |
| Volkold                            | 970 lub 972   | 992           |           |
| Ägidius                            | 992           | 1015          |           |
| Agilward                           | 1016          | 1023          |           |
| Hubert                             | 1023          | 1024          |           |
| Dietrich I                         | 1024          | 1046          |           |
| Ido                                | 1040          | 1046          |           |
| Meinward                           | 1046          | 1051          |           |
| Bruno I                            | 1046 lub 1051 | 1064 lub 1065 |           |
| Reiner                             | 1051          | 1065 lub 1066 |           |
| Krafto                             | 1066          |               |           |
| Św. Benon                          | 1066          | 1106          |           |
| sediswakancja                      | 1106          | 1108          |           |
| Hartwig                            | 1108          | 1118 lub 1119 |           |
| Grambert                           | 1118 lub 1119 | 1125          |           |
| Gotthold                           | 1125          | 1140          |           |
| Reinward                           | 1140          | 1146          |           |
| Berthold                           | 1146          | 1149 lub 1150 |           |
| Albrecht I                         | 1149 lub 1150 | 1152          |           |
| Bruno I                            | 1152          | 1154          |           |
| Gerung                             | 1154          | 1170          |           |
| Martin                             | 1170          | 1190          |           |
| Dietrich II von Kittlitz           | 1191          | 1208          |           |
| Bruno II                           | 1209          | 1228          |           |
| Heinrich                           | 1228          | 1240          |           |
| Konrad I von Wallhausen            | 1240          | 1258          |           |
| Albrecht II z Mutzschen            | 1258          | 1266          |           |
| Witticho                           | 1266          | 1293          |           |
| Bernhard z Kamieńca                | 1293          | 1296          |           |
| Albrecht III                       | 1296 lub 1297 | 1312          |           |
| Witticho                           | 1312          | 1341 lub 1342 |           |
| Wilhelm                            | 1312          | 1314          |           |
| Jan I z Nowego Isenburgu           | 1341 lub 1342 | 1370          |           |
| Dietrich z Schönberg               | 1370          |               |           |
| Konrad II von Kirchberg-Wallhausen | 1370 lub 1371 | 1375          |           |
| Dietrich III                       | 1370          | 1373          |           |
| Jan II z Jenštejna                 | 1375 lub 1376 | 1379          |           |
| Mikołaj I Ziegenbock               | 1379          | 1392          |           |
| Jan III Kietlicz                   | 1393          | 1398          |           |
| Thimo z Colditz                    | 1399          | 1410          |           |
| Rudolf von Planitz                 | 1411          | 1427          |           |
| Jan IV Hoffmann                    | 1427          | 1451          |           |
| Kasper z Schönberg                 | 1451          | 1463          |           |
| Dietrich IV z Schönberg            | 1463          | 1476          |           |
| Jan V z Weißenbach                 | 1476          | 1487          |           |
| Jan VI von Saalhausen              | 1487          | 1518          |           |
| Jan VII von Schleinitz             | 1518          | 1537          |           |
| Jan VIII von Maltitz               | 1537 lub 1538 | 1549          |           |
| Mikołaj II z Kamieńca              | 1550          | 1555          |           |
| Jan IX von Haugwitz                | 1555          | 1559–1581     |           |

## Administratorzy Apostolscy Miśni (1567–1921)
| Imię                                           | od      | do   |
| ---------------------------------------------- | ------- | ---- |
| Jan Leisentrit                                 | 1560/67 | 1586 |
| Gregor Leisentrit                              | 1587    | 1594 |
| Krzysztof von Blöbel                           | 1594    | 1609 |
| August Wiederin von Ottersbach                 | 1609    | 1620 |
| Grzegorz Kathmann von Maurugk                  | 1620    | 1644 |
| Jan Hasius von Lichtenfeld                     | 1644    | 1650 |
| Martin Saudrius von Sternfeld                  | 1650    | 1655 |
| Bernhard z Schrattenbach                       | 1655    | 1660 |
| Christophorus Jan Reinheld z Reichenau         | 1660    | 1665 |
| Peter Franz Longinus von Kieferberg            | 1665    | 1675 |
| Martin Ferdinand Brückner von Brückenstein     | 1676    | 1700 |
| Matthäus Johann Josef Vitzki                   | 1700    | 1713 |
| Martin Bernhard Just z Friedenfels             | 1714    | 1721 |
| Johann Josef Ignaz Freyschlag von Schmidenthal | 1721    | 1743 |
| Jakob Johann Joseph Wosky von Bärenstamm       | 1743    | 1771 |
| Carl Lorenz Cardona                            | 1772    | 1773 |
| Martin Nugk von Lichtenhoff                    | 1774    | 1780 |
| Johann Joseph Schüller von Ehrenthal           | 1780    | 1794 |
| Wenzel Kobalz                                  | 1795    | 1796 |
| Franz Georg Lock                               | 1796    | 1831 |
| Ignaz Bernhard Mauermann                       | 1831    | 1841 |
| Matthäus Kutschank                             | 1841    | 1844 |
| Joseph Dittrich                                | 1845    | 1853 |
| Ludwig Forwerk                                 | 1854    | 1875 |
| Franz Bernert                                  | 1875    | 1890 |
| Ludwig Wahl                                    | 1890    | 1905 |
| Georg Wuschnanski                              | 1900    | 1905 |
| Georg Wuschnanski                              | 1905    |      |
| Aloys Schaefer                                 | 1906    | 1914 |
| Franz Löbmann                                  | 1914    | 1920 |
| Jakob Skala                                    | 1920    | 1921 |

## Biskupi Miśni (1921–1979)
| Imię                | od   | do   |
| ------------------- | ---- | ---- |
| Christian Schreiber | 1921 | 1930 |
| Dr. Conrad Gröber   | 1931 | 1932 |
| Petrus Legge        | 1932 | 1951 |
| Heinrich Wienken    | 1951 | 1957 |
| Otto Spülbeck       | 1958 | 1970 |

## Biskupi Miśni i Drezna (od 1980)
| Imię                 | od   | do   |
| -------------------- | ---- | ---- |
| Gerhard Schaffran    | 1970 | 1987 |
| Joachim Reinelt      | 1988 | 2012 |
| Heiner Koch          | 2013 | 2015 |
| Heinrich Timmerevers | 2016 |      |

## Biskupi pomocniczy
| Imię                        | od   | do      |
| --------------------------- | ---- | ------- |
| Franko von Lero             | 1352 | 1380    |
| Jan von Maieria             | 1380 | 1381    |
| Mikołaj Platow von Jüterbog | 1381 | 1391    |
| Mikołaj von Cathosia        | 1392 | 1421    |
| Heinrich Holleyben          | 1422 |         |
| Mikołaj von Gardina         | 1424 | ?       |
| Augustinus von Thalona      | 1427 | 1445    |
| Heinrich Ribegerste         | 1447 |         |
| Andreas von Cythera         | 1485 | 1487    |
| Peter Heller                | 1488 | 1498    |
| Johannes Fischer            | 1498 | 1510    |
| Bartholomäus Höne           | 1510 | 1517/18 |
| Georg Weinhold              | 1973 | 2008    |